# Vídeňská obecní rada

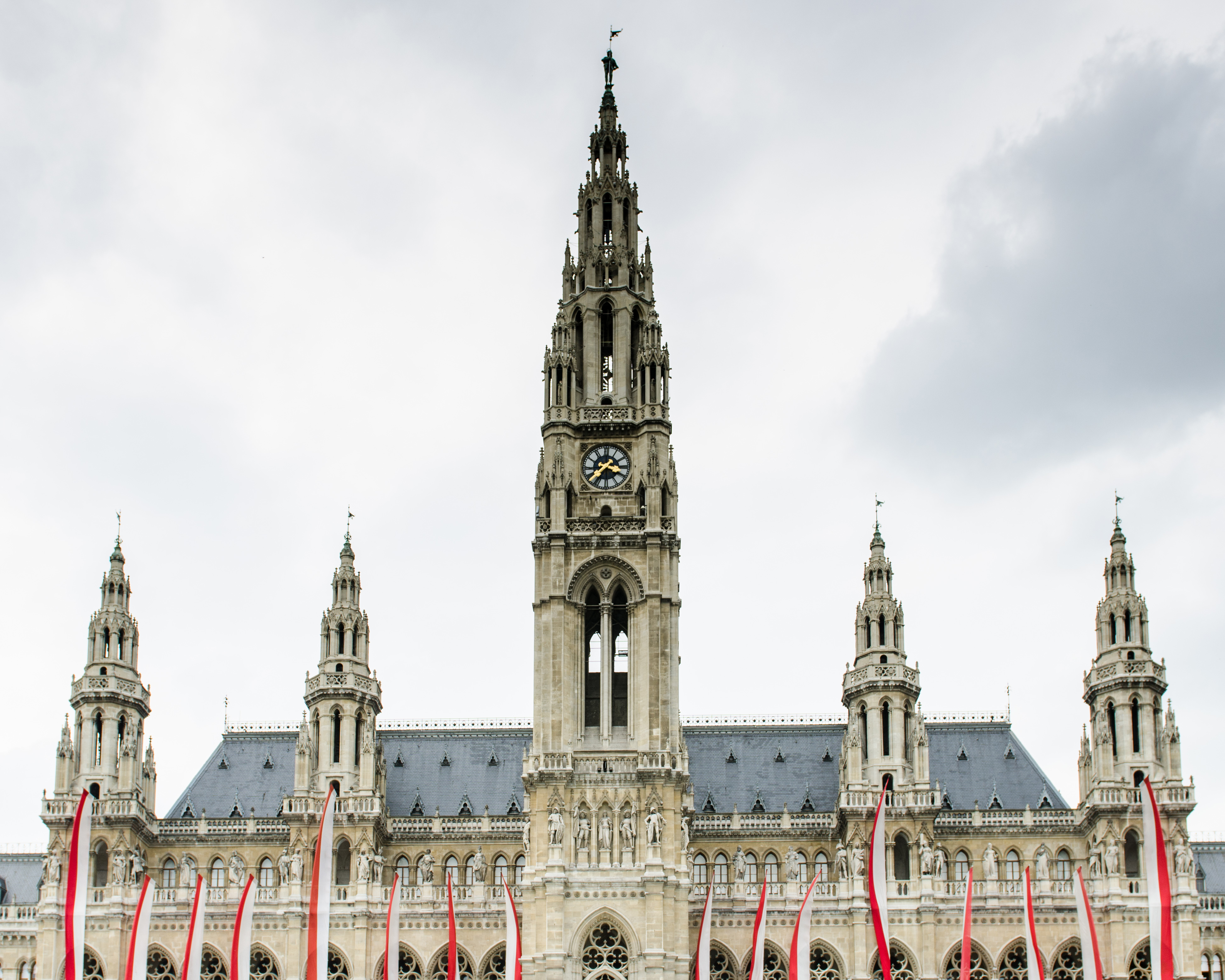
Budova Vídeňské radnice

Vídeňská obecní rada (německy Wiener Gemeinderat ) je volený samosprávný orgán města Vídeň v Rakousku. Vzhledem k statutu Vídně jako jedné ze spolkových zemí působí obecní rada zároveň i jako Vídeňský zemský sněm (německy Wiener Landtag).
Vídeňská obecní samospráva má tradici stovek let, od 19. století již v rámci ústavního systému místní samosprávy v Rakousku-Uhersku. Pozice zemského sněmu přibyla vídeňské obecní radě po první světové válce, kdy bylo území hlavního města dosud příslušící k zemi Dolní Rakousy vyčleněno jako samostatná spolková země. Obecní rada (zemský sněm) má 100 poslanců. Je volena na funkční období pěti let